# Min värld
Min värld var en svensk damtidning som startades 1964 av Åhlén & Åkerlunds förlag. Den var en fortsättning av den av förlaget sedan 1928 utgivna tidningen Hela världen, vilken sedan 1962 haft undertiteln "Hennes bästa tidning", och tydligen då fått kvinnor som målgrupp. Min värld gavs ut med 52 nummer per år fram till nedläggningen vid årsskiftet 1985/1986.

## Källa
- Libris